# Альберс, Кристиан
Кристиа́н А́льберс (нидерл. Christijan Albers, род. 16 апреля 1979, Эйндховен, Северный Брабант) — нидерландский автогонщик. Выступал в сезонах 2005—2007 «Формулы-1» в командах «Минарди», «Мидланд» и «Спайкер». За три года набрал очки лишь однажды — за пятое место на Гран-при США в дебютном сезоне.

## Биография

### Картинг, младшие «формулы»
В 1997 году выиграл картинговый чемпионат Нидерландов. В том же году выиграл также титулы чемпиона Нидерландов и Бельгии в Формуле-Ford 1800. На следующий год он перешёл в немецкую «Формулу-3», где ещё через год завоевал титул, одержав 6 побед и завоевав 10 поулов. В 2000 году участвовал в чемпионате международной «Формулы-3000», где стал напарником Марка Уэббера в команде Пола Стоддарта. Здесь не удалось набрать ни одного очка.

### DTM
После неудачи в «Формуле-3000» Альберс в 2001 году перешёл в немецкую гоночную серию DTM. В 2003 году он уже боролся за титул, уступив его Бернду Шнайдеру лишь в самом конце сезона. За год он четырежды победил. В 2004 он также боролся за титул, единожды победил в гонке и стал третьим в чемпионате.

### «Формула-1»
Несмотря на неудачные выступления в Формуле-3000, Стоддарт не прервал контакты с Альберсом. Австралиец взял его в свою новоприобретённую команду «Минарди» на роль тест-пилота, а также поручил ему управление одним из двухместных болидов команды на шоу-заездах. После успехов в DTM Стоддарт решил перевести Альберса в основной состав. Команда была объективно худшей в чемпионате. Альберс оказывался последним или предпоследним в итоговом протоколе. Напарников (сначала Фризахера, затем Дорнбоса), однако, в большей части гонок удалось опередить. На Гран-при США из-за проблем с шинами все участники, использовавшие покрышки Michelin, снялись с гонки, и в результате на старт вышли всего шесть автомобилей. Альберс финишировал пятым — эти очки стали для него единственными в Формуле-1.
Перед началом сезона 2006 команда «Минарди» была выкуплена компанией Red Bull и переименована в Toro Rosso. Альберс перешёл в другую команду, сменившую перед началом сезона владельца и название — в «Мидланд» (бывший «Джордан»). В большинстве гонок Альберс финишировал в конце пелотона, опережая только гонщиков «Супер Агури». Ближе к концу сезона владелец компании Midland Алекс Шнайдер продал команду нидерландской компании — производителю спорткаров Spyker. Команда была переименована и последние три гонки сезона выступала уже под новой вывеской. На Гран-при Франции во время пит-стопа Альберс проигнорировал сигналы механика и преждевременно стартовал в момент, когда к автомобилю ещё был присоединён заправочный шланг, оторвав его и уехав в таком виде из боксов. По всеобщему мнению, именно это, а не формальный отказ спонсоров от оплаты контракта, и привело к тому, что после следующего Гран-при Альберс был отчислен из команды.

### Дальнейшая карьера
В конце сезона-2007 Альберс снова обратил своё внимание на ДТМ, и после ряда тестов получил место в команде Futurecom TME за рулём прошлогоднего Audi. Бороться за очки машина не позволяла, и с 2009 года он перешёл в чемпионат гонок на выносливость АЛМС, где также не добился особых результатов. В дальнейшем эпизодически участвовал в гонках на выносливость.
2 июля 2014 года стало известно о назначении Кристиана Альберса руководителем команды «Катерхэм». После Гран-при Италии 7 сентября было сообщено об уходе Альберса с поста руководителя команды.

### Личная жизнь
Отец Кристиана, Андре Альберс, также гонщик, победитель нидерландского международного чемпионата по ралли-кросу 1979 года в категории GT.
Альберс женат, свадьба состоялась в 2006 году. Как и многие из пилотов, он проживает в Монако.

## Результаты выступлений

### ДТМ
| Сезон | Команда                               | Поулы | Победы | Подиумы | Очки | Место |
| ----- | ------------------------------------- | ----- | ------ | ------- | ---- | ----- |
| 2001  | Persson Motorsport                    | 0     | 0      | 1       | 19   | 14    |
| 2002  | Team Rosberg                          | 0     | 0      | 0       | 5    | 12    |
| 2003  | Vodafone/Express Service AMG-Mercedes | 0     | 4      | 6       | 64   | 2     |
| 2004  | Vodafone/DC Bank AMG-Mercedes         | 1     | 1      | 6       | 50   | 3     |
| 2008  | Futurecom TME                         | 0     | 0      | 0       | 0    | 17    |

### «Формула-1»
| Легенда к таблице |                                                                    |
| --- | ------------------------------------------------------------------ |
| В таблице перечислены результаты всех Гран-при Формулы-1, в которых принимал участие гонщик. Строками таблицы являются сезоны, столбцами — этапы чемпионата мира. В каждой клетке указаны сокращённое название этапа и результат, дополнительно обозначенный цветом. Расшифровка обозначений и цветов представлена в нижеследующей таблице. |                                                                    |
| \| Пример \| Описание \| \| ------------ \| ------------------------------------------------------------------ \| \| 1 \| Победитель \| \| 2 \| Второе место \| \| 3 \| Третье место \| \| 5 \| Финишировал, заработав очки \| \| Сход \| Не финишировал, но при этом заработал очки \| \| 12 \| Финишировал, не получив очков \| \| НКЛ \| Финишировал, но не попал в финальную классификацию \| \| 15 \| Участвовал вне зачёта, либо по отдельной классификации \| \| 18 \| Не финишировал, но попал в финальную классификацию \| \| Сход \| Не финишировал \| \| НКВ \| Не прошёл квалификацию \| \| НПКВ \| Не прошёл предквалификацию \| \| ДСК \| Дисквалифицирован \| \| ИСК \| Исключён из протокола соревнований \| \| ТТ \| Заявлен для участия только в тренировках \| \| НС \| Участвовал в квалификации, но не стартовал в гонке \| \| Т \| Травмирован или болен \| \| ОТК \| Отказ от участия \| \| НТР \| Прибыл на соревнования, но на трассу не выезжал \| \| НПР \| Был заявлен в числе участников, но не прибыл к началу соревнований \| \| О \| Соревнования отменены \| \| \| Не участвовал \| \| Поул-позиция \| \| \| Быстрый круг \| \| |                                                                    |
| Пример | Описание                                                           |
| 1 | Победитель                                                         |
| 2 | Второе место                                                       |
| 3 | Третье место                                                       |
| 5 | Финишировал, заработав очки                                        |
| Сход | Не финишировал, но при этом заработал очки                         |
| 12 | Финишировал, не получив очков                                      |
| НКЛ | Финишировал, но не попал в финальную классификацию                 |
| 15 | Участвовал вне зачёта, либо по отдельной классификации             |
| 18 | Не финишировал, но попал в финальную классификацию                 |
| Сход | Не финишировал                                                     |
| НКВ | Не прошёл квалификацию                                             |
| НПКВ | Не прошёл предквалификацию                                         |
| ДСК | Дисквалифицирован                                                  |
| ИСК | Исключён из протокола соревнований                                 |
| ТТ | Заявлен для участия только в тренировках                           |
| НС | Участвовал в квалификации, но не стартовал в гонке                 |
| Т | Травмирован или болен                                              |
| ОТК | Отказ от участия                                                   |
| НТР | Прибыл на соревнования, но на трассу не выезжал                    |
| НПР | Был заявлен в числе участников, но не прибыл к началу соревнований |
| О | Соревнования отменены                                              |
| | Не участвовал                                                      |
| Поул-позиция |                                                                    |
| Быстрый круг |                                                                    |

| Сезон | Команда                       | Шасси         | Двигатель              | Ш | 1        | 2        | 3      | 4        | 5        | 6        | 7      | 8        | 9        | 10       | 11     | 12      | 13      | 14       | 15     | 16     | 17       | 18     | 19     | Место | Очки |
| ----- | ----------------------------- | ------------- | ---------------------- | - | -------- | -------- | ------ | -------- | -------- | -------- | ------ | -------- | -------- | -------- | ------ | ------- | ------- | -------- | ------ | ------ | -------- | ------ | ------ | ----- | ---- |
| 2005  | Minardi Cosworth              | Minardi PS04B | Cosworth CR-3L 3,0 V10 | B | АВС Сход | МАЛ 13   | БАХ 13 |          |          |          |        |          |          |          |        |         |         |          |        |        |          |        |        | 19    | 4    |
| 2005  | Minardi Cosworth              | Minardi PS05  | Cosworth CR-7 3,0 V10  | B |          |          |        | САН Сход | ИСП Сход | МОН 14   | ЕВР 17 | КАН 11   | США 5    | ФРА Сход | ВЕЛ 18 | ГЕР 13  | ВЕН НКЛ | ТУР Сход | ИТА 19 | БЕЛ 14 | БРА 12   | ЯПО 16 | КИТ 16 | 19    | 4    |
| 2006  | MF1 Racing                    | MF1 M16       | Toyota RVX-06 2,4 V8   | B | БАХ Сход | МАЛ 12   | АВС 11 | САН Сход | ЕВР 13   | ИСП Сход | МОН 12 | ВЕЛ 15   | КАН Сход | США Сход | ФРА 15 | ГЕР ДСК | ВЕН 10  | ТУР Сход | ИТА 17 |        |          |        |        | 22    | 0    |
| 2006  | Spyker M F1 Team              | MF1 M16       | Toyota RVX-06 2,4 V8   | B |          |          |        |          |          |          |        |          |          |          |        |         |         |          |        | КИТ 15 | ЯПО Сход | БРА 14 |        | 22    | 0    |
| 2007  | Etihad Aldar Spyker F1 Racing | Spyker F8-VII | Ferrari 056 2,4 V8     | B | АВС Сход | МАЛ Сход | БАХ 14 | ИСП 14   | МОН 19   | КАН Сход | США 15 | ФРА Сход | ВЕЛ 14   | ЕВР      | ВЕН    | ТУР     | ИТА     | БЕЛ      | ЯПО    | КИТ    | БРА      |        |        | 22    | 0    |